# تادانو لیمیتید
تادانو لیمیتید (به انگلیسی: Tadano Limited) بزرگترین شرکت ژاپنی سازنده جرثقیل و ماشین آلات بالابر متحرک است. فان در سال ۱۹۴۸ میلادی در شهر تاکاماتسو، کاگاوا، ژاپن تأسیس شد. شرکت تادانو فان یکی از شرکتهای زیرمجموعه این شرکت می‌باشد.